# Ryjkowiec śliwowy
Ryjkowiec śliwowy (Conotrachelus nenuphar) ang Plum Curculio – gatunek chrząszcza z rodziny ryjkowcowatych.

## Zasięg występowania
Występuje w Ameryce Północnej d Quebecu i Kolumbii Brytyjskiej na płn. po Florydę i Teksas na płd.

## Budowa ciała
Imago osiąga 4,5–6,5 mm długości ciała. Na pokrywach nieregularne garbki, zaś całe ciało pokryte włoskami.  Larwy łukowato wygięte, beznogie, o długości 6-9 mm.
Ubarwienie ciała dorosłych osobników brązowo-szare z czarnymi plamkami na pokrywach. Włoski czerwonobrązowe i czerwonożółte. Larwy białawe z ciemniejszą głową.

## Biologia i ekologia
Aktywny zwykle od kwietnia do lipca. Żeruje na owocach licznych drzew owocowych jak śliwy (zwł. Śliwa amerykańska, Prunus alleghaniensis, śliwa Gravesa, śliwa japońska) wiśnie (zwł. wiśnia pensylwańska, wiśnia piaskowa), czeremchy (zwł. czeremcha amerykańska i czeremcha wirginijska), czereśnia, świdośliwy (Świdośliwa drzewiasta i świdośliwa kanadyjska), morele, jabłonie, grusze, głogi i jarząb pospolity. Rzadziej notowany na porzeczkach i borówkach.

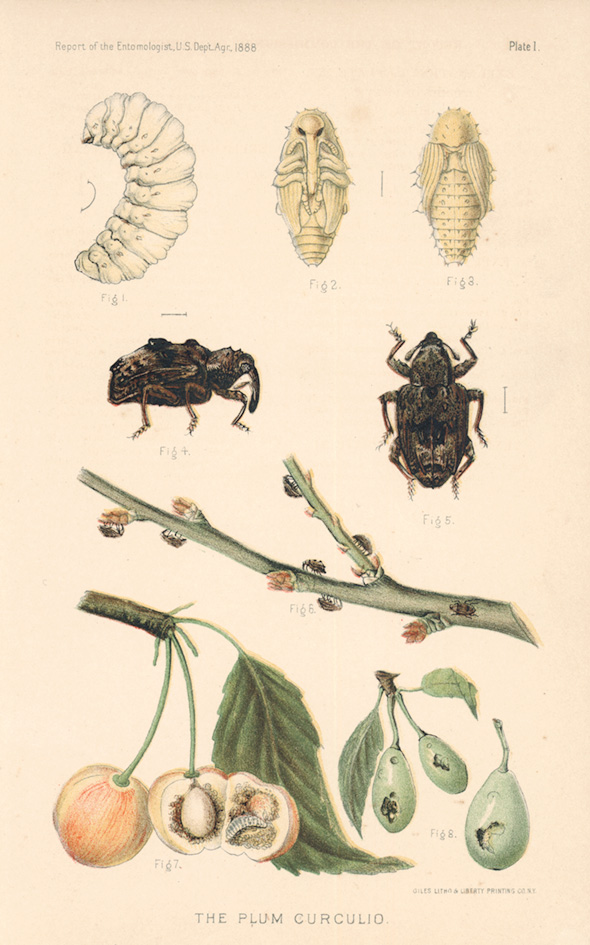
Stadia rozwojowe oraz żery ryjkowca śliwowego

Wiosną pojawiają się zimujące w ziemi imago, które odbywają żer uzupełniający na liściach, pąkach i kwiatach, w późniejszym okresie żerują również na świeżo zawiązanych owocach wygryzając w nich niewielkie, okrągłe otwory. W celu złożenia jaj, samice wykonują półksiężycowate nacięcia w skórce (na wiśniach mają one kształt litery D), składając je bezpośrednio pod nią. Wylęgnięte larwy przemieszczają się do miąższu owocu, gdzie żerują przez 12 - 18 dni, po czym wydostają się z niego przez otwór w dolnej części owocu i zagrzebują się w ziemi gdzie, w ziemistej komorze, po 3 - 4 tyg. następuje przepoczwarczenie. W przypadku jabłek larwy nie są w stanie rozwijać się we wnętrzu twardego, rozrastającego się miąższu jednak ich aktywność powoduje przedwczesne opadanie owoców, dzięki czemu mogą one dokończyć swój rozwój w mięknącym miąższu.

## Znaczenie dla człowieka
Gatunek ten jest uznawany za szkodnika drzew owocowych, zwłaszcza o miękkich owocach (w przypadku jabłek uszkodzenia są często powierzchowne). Na niektórych, zwłaszcza większych uprawach owad ten może doprowadzić do znacznych strat w owocach które, przedwcześnie opadają (nawet do 70% strat), tracą na atrakcyjności, bądź stają się niejadalne. Uszkodzenia spowodowane żerowaniem w późniejszej części sezonu mogą być również wykorzystywane przez biedronki azjatyckie.
Zwalczanie środkami chemicznymi bądź mechanicznie. Metody biologiczne nie są znane. Wyhodowano również odporne na niego odmiany jabłoni.